# أماني ووكر
أماني ووكر (بالإنجليزية: Amaniwalker)‏ (16 ديسمبر 1989 في الولايات المتحدة - ) هو لاعب كرة قدم أمريكي في مركز الهجوم. لعب مع Tampa Bay Rowdies ‏ وOrange County SC ‏ وOrange County Blue Star ‏ وMinnesota United FC (2010–2016) ‏.

## وصلات خارجية
- أماني ووكر على موقع الدوري الأمريكي (الإنجليزية)
- أماني ووكر على موقع قاعدة بيانات كرة القدم.إي يو (الإنجليزية)